# Þ
Þ er et bogstav fra det angelsaksiske og islandske alfabet. Bogstavet blev også brugt i middelalderens Skandinavien, men blev erstattet med th. Bogstavet nedstammer fra runen, som blev kaldt 'thorn' på angelsaksisk.
Det bliver ikke brugt på dansk i dag, men bruges stadig bl.a. på islandsk, hvor det kaldes þorn. På islandsk udtales Þ som th i det engelsk ord thin. Det gengives ofte som th på dansk, f.eks. skrives det islandske drengenavn Þórir ofte Thorir på dansk.

## Kendte forekomster af bogstavet Þ i danske sammenhænge
Dronning Margrethe 2.s tredje fornavn, det islandske pigenavn Þórhildur (på dansk Thorhildur), indeholder det islandske bogstav Þ. Dronningen blev døbt med dette islandske navn på grund af sit tilhørsforhold til (Kongeriget) Island, idet hun i 1940 blev født ikke alene som dansk prinsesse, men også som islandsk prinsesse.

## Datalogi
I unicode har bogstavet følgende betegnelser (+ HTML-entiteter)
| þ | Latin small letter thorn   | U+00FE | &#254; | &#xfe; | &thorn; |
| Þ | Latin capital letter thorn | U+00DE | &#222; | &#xde; | &THORN; |

## Fodnoter og kilder
1. ↑  Islands Universitets spørgetjeneste
2. ↑  Titlen Prinsesse til Island bar Dronning Margrethe til og med den 17. juni 1944, da den danske krone mistede Island grundet opløsningen af personalunionen med Danmark, hvormed Kongeriget Island nedlagdes, Republikken Island dannedes og alle det danske kongehus’ medlemmer mistede deres respektive kongelige islandske titler.